# Troy (Alabama)
Troy es una ciudad ubicada en el condado de Pike en el estado estadounidense de Alabama. En el censo de 2020, su población era de 17 727. La ciudad acoge a la Universidad de Troy.

## Demografía
En el 2010 la renta per cápita media de los hogares era de 25.352 USD y el ingreso promedio para una familia era de 39.601 USD. El ingreso per cápita para la localidad era de 15.589 USD. Los hombres tenían un ingreso per cápita de 29.190 USD y las mujeres, de 20.368 USD.

## Geografía
Troy está situado en 31°48′7″N 85°58′2″O / 31.80194, -85.96722 (31.801960, -85.967317)
Según la Oficina del Censo de los EE. UU., la ciudad tiene un área total de 26.33 millas cuadradas (68.20 km²).